# Kanada na Zimowych Igrzyskach Olimpijskich 2022
Kanadę na Zimowych Igrzyskach Olimpijskich 2022 reprezentowało 215 zawodników: 109 mężczyzn i 106 kobiet. Był to dwudziesty czwarty start reprezentacji Kanady na zimowych igrzyskach olimpijskich.

## Statystyki według dyscyplin
| Lp.     | Dyscyplina            | Mężczyźni | Kobiety | Łącznie |
| ------- | --------------------- | --------- | ------- | ------- |
| 1.      | Biathlon              | 4         | 4       | 8       |
| 2.      | Biegi narciarskie     | 4         | 5       | 9       |
| 3.      | Bobsleje              | 12        | 6       | 18      |
| 4.      | Curling               | 6         | 6       | 12      |
| 5.      | Hokej na lodzie       | 25        | 23      | 48      |
| 5.      | Łyżwiarstwo figurowe  | 7         | 6       | 13      |
| 7.      | Łyżwiarstwo szybkie   | 8         | 8       | 16      |
| 8.      | Narciarstwo alpejskie | 5         | 8       | 13      |
| 9.      | Narciarstwo dowolne   | 16        | 16      | 32      |
| 10.     | Saneczkarstwo         | 3         | 3       | 6       |
| 11.     | Short track           | 5         | 5       | 10      |
| 12.     | Skeleton              | 1         | 2       | 3       |
| 13.     | Skoki narciarskie     | 2         | 2       | 4       |
| 14.     | Snowboarding          | 11        | 12      | 23      |
| Łącznie | Łącznie               | 109       | 106     | 215     |

## Zdobyte medale
| Medal  | Zawodnik | Dyscyplina            | Konkurencja                         | Data      |
| ------ | --- | --------------------- | ----------------------------------- | --------- |
| Złoto  | Maxence Parrot | Snowboarding          | slopestyle mężczyzn                 | 7 lutego  |
| Złoto  | Ivanie Blondin, Valérie Maltais, Isabelle Weidemann | Łyżwiarstwo szybkie   | bieg drużynowy kobiet               | 15 lutego |
| Złoto  | Charles Hamelin, Steven Dubois, Jordan Pierre-Gilles, Pascal Dion, Maxime Laoun | Short track           | sztafeta mężczyzn                   | 16 lutego |
| Złoto  | Kristen Campbell, Ann-Renée Desbiens, Emerance Maschmeyer, Jocelyne Larocque, Renata Fast, Ella Shelton, Ashton Bell, Erin Ambrose Micah Zandee-Hart, Claire Thompson, Rebecca Johnston, Laura Stacey, Sarah Fillier, Jillian Saulnier, Mélodie Daoust Brianne Jenner, Sarah Nurse, Natalie Spooner, Emily Clark, Emma Maltais, Marie-Philip Poulin, Blayre Turnbull, Jamie Lee Rattray | Hokej na lodzie       | turniej kobiet                      | 17 lutego |
| Srebro | Mikaël Kingsbury | Narciarstwo dowolne   | jazda po muldach mężczyzn           | 5 lutego  |
| Srebro | Steven Dubois | Short track           | bieg na 1500 m mężczyzn             | 9 lutego  |
| Srebro | Isabelle Weidemann | Łyżwiarstwo szybkie   | bieg na 5000 m kobiet               | 10 lutego |
| Srebro | Éliot Grondin | Snowboarding          | cross kobiet                        | 10 lutego |
| Srebro | Marielle Thompson | Narciarstwo dowolne   | skicross kobiet                     | 17 lutego |
| Srebro | Laurent Dubreuil | Łyżwiarstwo szybkie   | bieg na 1000 m mężczyzn             | 18 lutego |
| Srebro | Cassie Sharpe | Narciarstwo dowolne   | halfpipe kobiet                     | 18 lutego |
| Srebro | Ivanie Blondin | Łyżwiarstwo szybkie   | bieg masowy kobiet                  | 19 lutego |
| Brąz   | Isabelle Weidemann | Łyżwiarstwo szybkie   | bieg na 3000 m kobiet               | 5 lutego  |
| Brąz   | Kim Boutin | Short track           | bieg na 500 m kobiet                | 7 lutego  |
| Brąz   | Alexandria Loutitt, Matthew Soukup, Abigail Strate, Mackenzie Boyd-Clowes | Skoki narciarskie     | konkurs drużyn mieszanych           | 7 lutego  |
| Brąz   | Mark McMorris | Snowboarding          | slopestyle mężczyzn                 | 7 lutego  |
| Brąz   | James Crawford | Narciarstwo alpejskie | superkombinacja mężczyzn            | 8 lutego  |
| Brąz   | Meryeta O’Dine | Snowboarding          | cross kobiet                        | 9 lutego  |
| Brąz   | Marion Thénault, Miha Fontaine, Lewis Irving | Narciarstwo dowolne   | skoki akrobatyczne drużyny mieszane | 10 lutego |
| Brąz   | Éliot Grondin, Meryeta O’Dine | Snowboarding          | drużynowy snowboard cross           | 12 lutego |
| Brąz   | Steven Dubois | Short track           | bieg na 500 m mężczyzn              | 13 lutego |
| Brąz   | Christine de Bruin | Bobsleje              | monobob                             | 14 lutego |
| Brąz   | Maxence Parrot | Snowboarding          | big air mężczyzn                    | 15 lutego |
| Brąz   | Rachael Karker | Narciarstwo dowolne   | halfpipe kobiet                     | 18 lutego |
| Brąz   | Justin Kripps, Ryan Sommer, Cam Stones, Ben Coakwell | Bobsleje              | czwórki mężczyzn                    | 20 lutego |
| Brąz   | Brad Gushue, Mark Nichols, Brett Gallant, Geoff Walker, Marc Kennedy | Curling               | turniej mężczyzn                    | 20 lutego |

## Skład kadry

### Biathlon
| Zawodnik                                             | Konkurencja                  | Czas      | Kary        | Pozycja | Źródło |
| ---------------------------------------------------- | ---------------------------- | --------- | ----------- | ------- | ------ |
| Christian Gow                                        | Sprint mężczyzn              | 25:15,5   | 0           | 12.     | [ 1 ]  |
| Jules Burnotte                                       | Sprint mężczyzn              | 25:50,3   | 2 (0+2)     | 29.     | [ 1 ]  |
| Scott Gow                                            | Sprint mężczyzn              | 25:56,7   | 2 (1+1)     | 34.     | [ 1 ]  |
| Adam Runnalls                                        | Sprint mężczyzn              | 26:00,5   | 2 (1+1)     | 35.     | [ 1 ]  |
| Scott Gow                                            | Bieg pościgowy mężczyzn      | 43:18,7   | 4 (0+2+0+2) | 20.     | [ 2 ]  |
| Jules Burnotte                                       | Bieg pościgowy mężczyzn      | 43:48,2   | 5 (1+2+1+1) | 28.     | [ 2 ]  |
| Adam Runnalls                                        | Bieg pościgowy mężczyzn      | 43:59,9   | 5 (1+0+2+2) | 30.     | [ 2 ]  |
| Christian Gow                                        | Bieg pościgowy mężczyzn      | 44:10,5   | 5 (0+2+0+3) | 35.     | [ 2 ]  |
| Scott Gow                                            | Bieg indywidualny            | 49:53,0   | 1 (0+1+0+0) | 5.      | [ 3 ]  |
| Christian Gow                                        | Bieg indywidualny            | 52:21,9   | 2 (0+0+2+0) | .24     | [ 3 ]  |
| Adam Runnalls                                        | Bieg indywidualny            | 53:24,7   | 3 (1+0+0+2) | 33.     | [ 3 ]  |
| Jules Burnotte                                       | Bieg indywidualny            | 53:32,3   | 3 (1+1+1+0) | 36.     | [ 3 ]  |
| Christian Gow                                        | bieg ze startu wspólnego (m) | 41:02,5   | 3 (0+0+0+3) | 13.     | [ 4 ]  |
| Jules Burnotte                                       | bieg ze startu wspólnego (m) | 41:35,0   | 5 (2+1+1+1) | 18.     | [ 4 ]  |
| Scott Gow                                            | bieg ze startu wspólnego (m) | 42:17,6   | 7 (0+4+2+1) | 25.     | [ 4 ]  |
| Adam Runnalls Christian Gow Jules Burnotte Scott Gow | Sztafeta 4 × 7,5 km (m)      | 1:21:45,5 | 2           | 6.      | [ 5 ]  |
| Emma Lunder                                          | Sprint kobiet                | 22:47,6   | 1 (0+1)     | 32.     | [ 6 ]  |
| Megan Bankes                                         | Sprint kobiet                | 24:35,4   | 3 (1+2)     | 77.     | [ 6 ]  |
| Sarah Beaudry                                        | Sprint kobiet                | 24:45,9   | 2 (1+1)     | 80.     | [ 6 ]  |
| Emily Dickson                                        | Sprint kobiet                | 24:50,3   | 3 (2+1)     | 81.     | [ 6 ]  |
| Emma Lunder                                          | bieg pościgowy kobiet        | 42:19,3   | 7 (1+3+2+1) | 54.     | [ 7 ]  |
| Megan Bankes                                         | Bieg indywidualny            | 48:47,2   | 2 (0+0+0+2) | 33.     | [ 8 ]  |
| Emma Lunder                                          | Bieg indywidualny            | 52:02,4   | 7 (0+2+3+2) | 67.     | [ 8 ]  |
| Emily Dickson                                        | Bieg indywidualny            | 52:26,1   | 5 (2+1+0+2) | 70.     | [ 8 ]  |
| Sarah Beaudry                                        | Bieg indywidualny            | 53:55,0   | 5 (3+1+1+0) | 80.     | [ 8 ]  |
| Emma Lunder Megan Bankes Emily Dickson Sarah Beaudry | Sztafeta 4 × 6 km            | 1:15:34,3 | 0           | 10.     | [ 9 ]  |
| Sarah Beaudry Emma Lunder Christian Gowr Scott Gow   | sztafeta mieszana            | 1:11:12,4 | 6           | 14.     | [ 10 ] |

### Biegi narciarskie
Mężczyźni
| Zawodnik                                                | Konkurencja        | Eliminacje | Eliminacje | Ćwierćfinał | Ćwierćfinał | Półfinał | Półfinał | Finał     | Finał   | Źródło        |
| Zawodnik                                                | Konkurencja        | czas       | Pozycja    | czas        | Pozycja     | czas     | Pozycja  | czas      | Pozycja | Źródło        |
| ------------------------------------------------------- | ------------------ | ---------- | ---------- | ----------- | ----------- | -------- | -------- | --------- | ------- | ------------- |
| Olivier Léveillé                                        | Bieg na 15 km      | N/A        | N/A        | N/A         | N/A         | N/A      | N/A      | 40:52,0   | 29.     | [ 11 ]        |
| Rémi Drolet                                             | Bieg na 15 km      | N/A        | N/A        | N/A         | N/A         | N/A      | N/A      | 41:07,7   | 33.     | [ 11 ]        |
| Antoine Cyr                                             | Bieg na 15 km      | N/A        | N/A        | N/A         | N/A         | N/A      | N/A      | 41:17,7   | 37.     | [ 11 ]        |
| Olivier Léveillé                                        | Bieg na 30 km      | N/A        | N/A        | N/A         | N/A         | N/A      | N/A      | 1:23:42,0 | 31.     | [ 12 ]        |
| Antoine Cyr                                             | Bieg na 30 km      | N/A        | N/A        | N/A         | N/A         | N/A      | N/A      | 1:25:26,0 | 42.     | [ 12 ]        |
| Rémi Drolet                                             | Bieg na 30 km      | N/A        | N/A        | N/A         | N/A         | N/A      | N/A      | LPD       | 55.     | [ 12 ]        |
| Olivier Léveillé                                        | Bieg na 50 km      | N/A        | N/A        | N/A         | N/A         | N/A      | N/A      | 1:15:54,3 | 27.     | [ 13 ]        |
| Rémi Drolet                                             | Bieg na 50 km      | N/A        | N/A        | N/A         | N/A         | N/A      | N/A      | 1:16:27,1 | 35.     | [ 13 ]        |
| Olivier Léveillé                                        | Sprint             | 3:02,26    | 54.        | NQ          | NQ          | NQ       | NQ       | NQ        | 54.     | [ 14 ] [ 15 ] |
| Graham Ritchie                                          | Sprint             | 2:55,04    | 34.        | NQ          | NQ          | NQ       | NQ       | NQ        | 34.     | [ 14 ] [ 15 ] |
| Antoine Cyr                                             | Sprint             | 3:02,59    | 56.        | NQ          | NQ          | NQ       | NQ       | NQ        | 56.     | [ 14 ] [ 15 ] |
| Antoine Cyr Graham Ritchie                              | Sprint drużynowy   | N/A        | N/A        | N/A         | N/A         | 20:18,71 | 4.       | 19:45,30  | 5.      | [ 16 ] [ 17 ] |
| Graham Ritchie Antoine Cyr Olivier Léveillé Rémi Drolet | Sztafeta 4 × 10 km | N/A        | N/A        | N/A         | N/A         | N/A      | N/A      | 2:04:01,1 | 11.     | [ 18 ]        |

Kobiety
| Zawodnik                                                                      | Konkurencja       | Eliminacje | Eliminacje | Ćwierćfinał | Ćwierćfinał | Półfinał | Półfinał | Finał     | Finał   | Źródło        |
| Zawodnik                                                                      | Konkurencja       | czas       | Pozycja    | czas        | Pozycja     | czas     | Pozycja  | czas      | Pozycja | Źródło        |
| ----------------------------------------------------------------------------- | ----------------- | ---------- | ---------- | ----------- | ----------- | -------- | -------- | --------- | ------- | ------------- |
| Dahria Beatty                                                                 | Bieg na 10 km     | N/A        | N/A        | N/A         | N/A         | N/A      | N/A      | 30:00,2   | 18.     | [ 19 ]        |
| Katherine Stewart-Jones                                                       | Bieg na 10 km     | N/A        | N/A        | N/A         | N/A         | N/A      | N/A      | 31:08,6   | 36.     | [ 19 ]        |
| Cendrine Browne                                                               | Bieg na 10 km     | N/A        | N/A        | N/A         | N/A         | N/A      | N/A      | 31:47,9   | 48.     | [ 19 ]        |
| Olivia Bouffard-Nesbitt                                                       | Bieg na 10 km     | N/A        | N/A        | N/A         | N/A         | N/A      | N/A      | 33:01,1   | 61.     | [ 19 ]        |
| Cendrine Browne                                                               | Bieg na 15 km     | N/A        | N/A        | N/A         | N/A         | N/A      | N/A      | 47:58,1   | 20.     | [ 20 ]        |
| Katherine Stewart-Jones                                                       | Bieg na 15 km     | N/A        | N/A        | N/A         | N/A         | N/A      | N/A      | 48:17,3   | 23.     | [ 20 ]        |
| Dahria Beatty                                                                 | Bieg na 15 km     | N/A        | N/A        | N/A         | N/A         | N/A      | N/A      | 48:52,0   | 28.     | [ 20 ]        |
| Olivia Bouffard-Nesbitt                                                       | Bieg na 15 km     | N/A        | N/A        | N/A         | N/A         | N/A      | N/A      | 50:11,7   | 44.     | [ 20 ]        |
| Cendrine Browne                                                               | Bieg na 30 km     | N/A        | N/A        | N/A         | N/A         | N/A      | N/A      | 1:31:21,6 | 16.     | [ 21 ]        |
| Katherine Stewart-Jones                                                       | Bieg na 30 km     | N/A        | N/A        | N/A         | N/A         | N/A      | N/A      | 1:32:33,3 | 30.     | [ 21 ]        |
| Dahria Beatty                                                                 | Bieg na 30 km     | N/A        | N/A        | N/A         | N/A         | N/A      | N/A      | 1:36:08,2 | 39.     | [ 21 ]        |
| Laura Leclair                                                                 | Bieg na 30 km     | N/A        | N/A        | N/A         | N/A         | N/A      | N/A      | 1:40:14,5 | 51.     | [ 21 ]        |
| Dahria Beatty                                                                 | Sprint            | 3:23,54    | 28.        | 3:18,73     | 5.          | NQ       | NQ       | NQ        | 25.     | [ 22 ] [ 23 ] |
| Cendrine Browne                                                               | Sprint            | 3:24,85    | 35.        | NQ          | NQ          | NQ       | NQ       | NQ        | 35.     | [ 22 ] [ 23 ] |
| Olivia Bouffard-Nesbitt                                                       | Sprint            | 3:25,92    | 40.        | NQ          | NQ          | NQ       | NQ       | NQ        | 40.     | [ 22 ] [ 23 ] |
| Laura Leclair                                                                 | Sprint            | 3:35,31    | 58.        | NQ          | NQ          | NQ       | NQ       | NQ        | 58.     | [ 22 ] [ 23 ] |
| Katherine Stewart-Jones Dahria Beatty                                         | Sprint drużynowy  | N/A        | N/A        | N/A         | N/A         | 24:03,72 | 6.       | NQ        | 12.     | [ 24 ] [ 25 ] |
| Katherine Stewart-Jones Dahria Beatty Cendrine Browne Olivia Bouffard-Nesbitt | Sztafeta 4 × 5 km | N/A        | N/A        | N/A         | N/A         | N/A      | N/A      | 57:20,9   | 9.      | [ 26 ]        |

### Bobsleje
| Zawodnicy                                                      | Konkurencja     | Ślizg 1 | Ślizg 1 | Ślizg 2 | Ślizg 2 | Ślizg 3 | Ślizg 3 | Ślizg 4 | Ślizg 4 | Łącznie | Pozycja | Źródło |
| Zawodnicy                                                      | Konkurencja     | Czas    | Miejsce | Czas    | Miejsce | Czas    | Miejsce | Czas    | Miejsce | Łącznie | Pozycja | Źródło |
| -------------------------------------------------------------- | --------------- | ------- | ------- | ------- | ------- | ------- | ------- | ------- | ------- | ------- | ------- | ------ |
| Christopher Spring Mike Evelyn                                 | Dwójki mężczyzn | 59,54   | 6.      | 1:00,03 | 10.     | 59,76   | 8.      | 59,93   | 5.      | 3:59,26 | 7.      | [ 27 ] |
| Justin Kripps Cam Stones                                       | Dwójki mężczyzn | 59,61   | 6.      | 1:00,08 | 14.     | 59,71   | 7.      | 1:00,00 | 8.      | 3:59,4  | 10.     | [ 27 ] |
| Taylor Austin Daniel Sunderland                                | Dwójki mężczyzn | 1:00,11 | 21.     | 1:00,41 | 21.     | 1:00,29 | 19.     | 1:00,55 | 19.     | 4:01,36 | 20.     | [ 27 ] |
| Justin Kripps Ryan Sommer Cam Stones Ben Coakwell              | Czwórki         | 58,38   | 3.      | 59,00   | 5.      | 58,44   | 5.      | 59,27   | 3.      | 3:55,09 | brąz    | [ 28 ] |
| Christopher Spring Cody Sorensen Sam Giguère Mike Evelyn       | Czwórki         | 59,10   | 12.     | 59,33   | 10.     | 59,10   | 10.     | 59,46   | 11.     | 3:56,99 | 10.     | [ 28 ] |
| Taylor Austin Daniel Sunderland Chris Patrician Jacob Dearborn | Czwórki         | 59,67   | 22.     | 59,81   | 22.     | 59,79   | 24.     | NQ      | NQ      | 2:59,27 | 23.     | [ 28 ] |
| Christine de Bruin Kristen Bujnowski                           | Dwójki kobiet   | 1:01,45 | 5.      | 1:01,76 | 4.      | 1:01,43 | 5.      | 1:01,73 | 6.      | 4:06,37 | 5.      | [ 29 ] |
| Cynthia Appiah Dawn Richardson Wilson                          | Dwójki kobiet   | 1:01,75 | 8.      | 1:01,89 | 7.      | 1:01,95 | 10.     | 1:01,93 | 9.      | 4:07,52 | 8.      | [ 29 ] |
| Melissa Lotholz Sara Villani                                   | Dwójki kobiet   | 1:02,12 | 18.     | 1:02,09 | 10.     | 1:01,85 | 8.      | 1:02,31 | 15.     | 4:08,37 | 12.     | [ 29 ] |
| Christine de Bruin                                             | monobob kobiet  | 1:05,12 | 3.      | 1:05,02 | 2.      | 1:05,38 | 4.      | 1:05,51 | 5.      | 4:21,03 | brąz    | [ 30 ] |
| Cynthia Appiah                                                 | 1:05,75         | 12.     | 1:05,53 | 5.      | 1:05,78 | 8.      | 1:05,98 | 9.      | 4:23,04 | 8.      |         | [ 30 ] |

### Curling
| Drużyna                                                               | Konkurencja            | Faza grupowa            | Faza grupowa     | Faza grupowa     | Faza grupowa     | Faza grupowa                       | Faza grupowa            | Faza grupowa            | Faza grupowa                      | Faza grupowa          | Faza grupowa | Półfinały        | Finał/3. miejsce        | Pozycja | Źródło |
| Drużyna                                                               | Konkurencja            | Przeciwnik Wynik        | Przeciwnik Wynik | Przeciwnik Wynik | Przeciwnik Wynik | Przeciwnik Wynik                   | Przeciwnik Wynik        | Przeciwnik Wynik        | Przeciwnik Wynik                  | Przeciwnik Wynik      | Pozycja      | Przeciwnik Wynik | Przeciwnik Wynik        | Pozycja | Źródło |
| --------------------------------------------------------------------- | ---------------------- | ----------------------- | ---------------- | ---------------- | ---------------- | ---------------------------------- | ----------------------- | ----------------------- | --------------------------------- | --------------------- | ------------ | ---------------- | ----------------------- | ------- | ------ |
| Jennifer Jones Kaitlyn Lawes Jocelyn Peterman Dawn McEwen Lisa Weagle | Turniej kobiet         | Korea Południowa · 12:7 | Japonia · 5:8    | Szwecja · 6:7    | Szwajcaria · 4:8 | Rosyjski Komitet Olimpijski · 11:5 | Wielka Brytania · 7:3   | Stany Zjednoczone · 7:6 | Chiny · 9:11                      | Dania · 10:4          | 5.           | NQ               | NQ                      | 5.      | [ 31 ] |
| Brad Gushue Mark Nichols Brett Gallant Geoff Walker Marc Kennedy      | turniej mężczyzn       | Dania · 10:5            | Norwegia · 6:5   | Szwajcaria · 3:5 | Szwecja · 4:7    | Stany Zjednoczone · 10:5           | Włochy · 7:3            | Chiny · 10:8            | Rosyjski Komitet Olimpijski · 6:7 | Wielka Brytania · 2:5 | 3.           | Szwecja · 3:5    | Stany Zjednoczone · 8:5 | brąz    | [ 32 ] |
| Rachel Homan John Morris                                              | turniej par mieszanych | Wielka Brytania · 4:6   | Norwegia · 7:6   | Szwajcaria · 7:5 | Chiny · 8:6      | Szwecja · 2:6                      | Stany Zjednoczone · 7:2 | Czechy · 5:7            | Australia · 8:10                  | Włochy · 7:8          | 5.           | NQ               | NQ                      | 5.      | [ 33 ] |

### Hokej na lodzie
Turniej mężczyzn
Reprezentacja mężczyzn
| - Devon Levi - Edward Pasquale - Matt Tomkins - Mark Barberio - Jason Demers - Morgan Ellis - Alex Grant - Maxim Noreau - Owen Power - Mat Robinson - Tyler Wotherspoon - Daniel Carr - Adam Cracknell - Daniel Winnik |  | - David Desharnais - Landon Ferraro - Josh Ho-Sang - Kent Johnson - Corban Knight - Jack McBain - Mason McTavish - Eric O’Dell - Eric Staal - Ben Street - Adam Tambellini - Jordan Weal |

| Drużyna | Konkurencja | Faza grupowa     | Faza grupowa          | Faza grupowa     | Faza grupowa | Runda kwalifikacyjna | Ćwierćfinały     | Półfinały        | Finał            | Pozycja | Źródło        |
| Drużyna | Konkurencja | Przeciwnik Wynik | Przeciwnik Wynik      | Przeciwnik Wynik | Pozycja      | Przeciwnik Wynik     | Przeciwnik Wynik | Przeciwnik Wynik | Przeciwnik Wynik | Pozycja | Źródło        |
| ------- | ----------- | ---------------- | --------------------- | ---------------- | ------------ | -------------------- | ---------------- | ---------------- | ---------------- | ------- | ------------- |
| Kanada  | mężczyźni   | Niemcy 5:1       | Stany Zjednoczone 2:4 | Chiny 5:0        | 2.           | Chiny 7:2            | Szwecja 0:2      | NQ               | NQ               | 6.      | [ 34 ] [ 35 ] |

Turniej kobiet
Reprezentacja kobiet
| - Kristen Campbell - Ann-Renée Desbiens - Emerance Maschmeyer - Jocelyne Larocque - Renata Fast - Ella Shelton - Ashton Bell - Erin Ambrose - Micah Zandee-Hart - Claire Thompson - Rebecca Johnston - Laura Stacey |  | - Sarah Fillier - Jillian Saulnier - Mélodie Daoust - Brianne Jenner - Sarah Nurse - Natalie Spooner - Emily Clark - Emma Maltais - Marie-Philip Poulin - Blayre Turnbull - Jamie Lee Rattray |

| Drużyna | Konkurencja | Faza grupowa     | Faza grupowa     | Faza grupowa                    | Faza grupowa          | Faza grupowa | Ćwierćfinały     | Półfinały        | Finał                 | Pozycja | Źródło        |
| Drużyna | Konkurencja | Przeciwnik Wynik | Przeciwnik Wynik | Przeciwnik Wynik                | Przeciwnik Wynik      | Pozycja      | Przeciwnik Wynik | Przeciwnik Wynik | Przeciwnik Wynik      | Pozycja | Źródło        |
| ------- | ----------- | ---------------- | ---------------- | ------------------------------- | --------------------- | ------------ | ---------------- | ---------------- | --------------------- | ------- | ------------- |
| Kanada  | kobiety     | Szwajcaria 12:1  | Finlandia 11:1   | Rosyjski Komitet Olimpijski 6:1 | Stany Zjednoczone 4:2 | 1.           | Szwecja 11:0     | Szwajcaria 10:3  | Stany Zjednoczone 3:2 | złoto   | [ 36 ] [ 37 ] |

### Łyżwiarstwo figurowe
| Zawodnik                                   | Konkurencja   | Program krótki | Program krótki | Program dowolny | Program dowolny | Łączna nota | Pozycja | Źródło |
| Zawodnik                                   | Konkurencja   | Nota           | Pozycja        | Nota            | Pozycja         | Łączna nota | Pozycja | Źródło |
| ------------------------------------------ | ------------- | -------------- | -------------- | --------------- | --------------- | ----------- | ------- | ------ |
| Madeline Schizas                           | solistki      | 60,53          | 20.            | 115,03          | 18.             | 175,56      | 19.     | [ 38 ] |
| Keegan Messing                             | soliści       | 93,24          | 9.             | 172,37          | 10.             | 265,61      | 11.     | [ 39 ] |
| Roman Sadovsky                             | soliści       | 62,77          | 29.            | NQ              | NQ              | 62,77       | 29.     | [ 39 ] |
| Vanessa James Eric Radford                 | pary sportowe | 63,03          | 12.            | 117,96          | 12.             | 180,99      | 12.     | [ 40 ] |
| Kirsten Moore-Towers Michael Marinaro      | pary sportowe | 62,51          | 13.            | 118,86          | 10.             | 181,37      | 10.     | [ 40 ] |
| Piper Gilles Paul Poirier                  | Pary taneczne | 83,52          | 6.             | 121,26          | 7.              | 204,78      | 7.      | [ 41 ] |
| Laurence Fournier Beaudry Nikolaj Sørensen | Pary taneczne | 78,54          | 8.             | 113,81          | 11.             | 192,35      | 9.      | [ 41 ] |
| Marjorie Lajoie Zachary Lagha              | Pary taneczne | 72,59          | 13.            | 108,43          | 13.             | 181,02      | 13.     | [ 41 ] |

Drużynowo
| Konkurencja      | Zawodnik | Soliści       | Soliści        | Solistki      | Solistki       | Pary sportowe | Pary sportowe  | Pary taneczne | Pary taneczne  | Wynik  | Wynik   | Źródło |
| Konkurencja      | Zawodnik | SP            | FS             | SP            | FS             | SP            | FS             | SD            | FD             | Punkty | Miejsce |        |
| ---------------- | --- | ------------- | -------------- | ------------- | -------------- | ------------- | -------------- | ------------- | -------------- | ------ | ------- | ------ |
| Zawody drużynowe | Roman Sadovsky Madeline Schizas Kirsten Moore-Towers / Michael Marinaro Vanessa James / Eric Radford Piper Gilles / Paul Poirier | 71,06 (3 pkt) | 122,60 (6 pkt) | 69,60 (8 pkt) | 132,04 (8 pkt) | 67,34 (6 pkt) | 130,07 (7 pkt) | 82,72 (7 pkt) | 124,39 (8 pkt) | 53     | 4.      | [ 42 ] |

### Łyżwiarstwo szybkie
| Zawodnik                 | Konkurencja       | Czas     | Miejsce | Źródło |
| ------------------------ | ----------------- | -------- | ------- | ------ |
| Laurent Dubreuil         | 500 m mężczyzn    | 34,522   | 4.      | [ 43 ] |
| Gilmore Junio            | 500 m mężczyzn    | 35,162   | 21.     | [ 43 ] |
| Antoine Gélinas-Beaulieu | 500 m mężczyzn    | 35,84    | 29.     | [ 43 ] |
| Laurent Dubreuil         | 1000 m mężczyzn   | 1:08,32  | srebro  | [ 44 ] |
| Connor Howe              | 1000 m mężczyzn   | 1:08,97  | 12.     | [ 44 ] |
| Antoine Gélinas-Beaulieu | 1000 m mężczyzn   | 1:10,075 | 22.     | [ 44 ] |
| Connor Howe              | 1500 m mężczyzn   | 1:44,86  | 5.      | [ 45 ] |
| Tyson Langelaar          | 1500 m mężczyzn   | 1:47,81  | 22.     | [ 45 ] |
| Antoine Gélinas-Beaulieu | 1500 m mężczyzn   | 1:48,00  | 23.     | [ 45 ] |
| Ted-Jan Bloemen          | 5000 m mężczyzn   | 6:19,11  | 10.     | [ 46 ] |
| Graeme Fish              | 10 000 m mężczyzn | 12:58,80 | 6.      | [ 47 ] |
| Marsha Hudey             | 500 m kobiet      | 38,79    | 21.     | [ 48 ] |
| Brooklyn McDougall       | 500 m kobiet      | 38,84    | 22.     | [ 48 ] |
| Heather McLean           | 500 m kobiet      | 39,31    | 27.     | [ 48 ] |
| Alexa Scott              | 1000 m kobiet     | 1:15,79  | 12.     | [ 49 ] |
| Maddison Pearman         | 1000 m kobiet     | 1:17,66  | 26.     | [ 49 ] |
| Ivanie Blondin           | 1500 m kobiet     | 1:56,49  | 13.     | [ 50 ] |
| Maddison Pearman         | 1500 m kobiet     | 1:59,89  | 24.     | [ 50 ] |
| Isabelle Weidemann       | 3000 m kobiet     | 3:58,64  | brąz    | [ 51 ] |
| Valérie Maltais          | 3000 m kobiet     | 4:04,27  | 12.     | [ 51 ] |
| Ivanie Blondin           | 3000 m kobiet     | 4:06,40  | 14.     | [ 51 ] |
| Isabelle Weidemann       | 5000 m kobiet     | 6:48,18  | srebro  | [ 52 ] |

| Zawodnik                                          | Konkurencja             | Ćwierćfinał | Ćwierćfinał | Półfinał   | Półfinał | Finał            | Finał   | Pozycja | Źródło               |
| Zawodnik                                          | Konkurencja             | Przeciwnik  | Czas        | Przeciwnik | Czas     | Przeciwnik       | Czas    | Pozycja | Źródło               |
| ------------------------------------------------- | ----------------------- | ----------- | ----------- | ---------- | -------- | ---------------- | ------- | ------- | -------------------- |
| Jordan Belchos Ted-Jan Bloemen Connor Howe        | bieg drużynowy mężczyzn | Holandia    | 3:40,18     | NQ         | NQ       | Korea Południowa | 3:40,39 | 5.      | [ 54 ] [ 55 ]        |
| Ivanie Blondin Valérie Maltais Isabelle Weidemann | bieg drużynowy kobiet   | Białoruś    | 2:53,97     | Holandia   | 2:54,96  | Japonia          | 2:53,44 | złoto   | [ 57 ] [ 58 ] [ 59 ] |
| Antoine Gélinas-Beaulieu                          | bieg masowy mężczyzn    | N/A         | N/A         | –          | 7:56,93  | –                | 8:13,35 | 15.     | [ 60 ] [ 61 ] [ 62 ] |
| Jordan Belchos                                    | bieg masowy mężczyzn    | N/A         | N/A         | –          | 7:46,05  | –                | 7:48,14 | 13.     | [ 60 ] [ 61 ] [ 62 ] |
| Ivanie Blondin                                    | bieg masowy kobiet      | N/A         | N/A         | –          | 8:28,68  | –                | 8:14,79 | srebro  | [ 63 ] [ 64 ] [ 65 ] |
| Valérie Maltais                                   | bieg masowy kobiet      | N/A         | N/A         | –          | 8:35,47  | –                | 8:20,46 | 6.      | [ 63 ] [ 64 ] [ 65 ] |

### Narciarstwo alpejskie
| Zawodnik             | Konkurencja         | 1 przejazd | 1 przejazd | 2 przejazd | 2 przejazd | Łącznie | Łącznie | Źródło |
| Zawodnik             | Konkurencja         | Czas       | Pozycja    | Czas       | Pozycja    | Czas    | Pozycja | Źródło |
| -------------------- | ------------------- | ---------- | ---------- | ---------- | ---------- | ------- | ------- | ------ |
| James Crawford       | zjazd (m)           | N/A        | N/A        | N/A        | N/A        | 1:42,92 | 4.      | [ 66 ] |
| Brodie Seger         | zjazd (m)           | N/A        | N/A        | N/A        | N/A        | 1:44,68 | 22.     | [ 66 ] |
| Broderick Thompson   | zjazd (m)           | N/A        | N/A        | N/A        | N/A        | DNF     | DNF     | [ 66 ] |
| James Crawford       | supergigant (m)     | N/A        | N/A        | N/A        | N/A        | 1:20,79 | 6.      | [ 67 ] |
| Broderick Thompson   | supergigant (m)     | N/A        | N/A        | N/A        | N/A        | DNF     | DNF     | [ 67 ] |
| Trevor Philp         | supergigant (m)     | N/A        | N/A        | N/A        | N/A        | 1:21,34 | 10.     | [ 67 ] |
| Brodie Seger         | supergigant (m)     | N/A        | N/A        | N/A        | N/A        | DNF     | DNF     | [ 67 ] |
| Erik Read            | slalom gigant (m)   | 1:04,77    | 16.        | 1:07,67    | 12.        | 2:12,44 | 13.     | [ 68 ] |
| Trevor Philp         | slalom gigant (m)   | 1:07,14    | 25.        | 1:11,94    | 24.        | 2:19,08 | 24.     | [ 68 ] |
| Erik Read            | slalom (m)          | 55,90      | 22.        | 53,20      | 24.        | 1:49,10 | 24.     | [ 69 ] |
| Trevor Philp         | slalom (m)          | DNF        | DNF        | DNF        | DNF        | DNF     | DNF     | [ 69 ] |
| James Crawford       | superkombinacja (m) | 1:43,14    | 2.         | 48,97      | 7.         | 2:32,11 | brąz    | [ 70 ] |
| Broderick Thompson   | superkombinacja (m) | 1:44,39    | 8.         | 49,81      | 8.         | 2:35,03 | 9.      | [ 70 ] |
| Brodie Seger         | superkombinacja (m) | 1:43,54    | 3.         | 51,49      | 10.        | 2:35,03 | 9.      | [ 70 ] |
| Trevor Philp         | superkombinacja (m) | 1:46,84    | 19.        | DNF        | DNF        | DNF     | DNF     | [ 70 ] |
| Marie-Michèle Gagnon | zjazd (k)           | N/A        | N/A        | N/A        | N/A        | 1:33,45 | 8.      | [ 71 ] |
| Roni Remme           | zjazd (k)           | N/A        | N/A        | N/A        | N/A        | 1:35,36 | 24.     | [ 71 ] |
| Marie-Michèle Gagnon | supergigant (k)     | N/A        | N/A        | N/A        | N/A        | 1:14,65 | 14.     | [ 72 ] |
| Roni Remme           | supergigant (k)     | N/A        | N/A        | N/A        | N/A        | 1:15,78 | 24.     | [ 72 ] |
| Valérie Grenier      | slalom gigant (k)   | DNF        | DNF        | DNF        | DNF        | DNF     | DNF     | [ 73 ] |
| Cassidy Gray         | slalom gigant (k)   | DNF        | DNF        | DNF        | DNF        | DNF     | DNF     | [ 73 ] |
| Erin Mielzynski      | slalom (k)          | 53,93      | 17.        | 53,59      | 22.        | 1:47,52 | 16.     | [ 74 ] |
| Laurence St. Germain | slalom (k)          | 54,51      | 22.        | 53,06      | 10.        | 1:47,57 | 17.     | [ 74 ] |
| Ali Nullmeyer        | slalom (k)          | 54,67      | 23.        | 53,29      | 17.        | 1:47,96 | 22.     | [ 74 ] |
| Amelia Smart         | slalom (k)          | 55,26      | 28.        | 54,06      | 26.        | 1:49,32 | 27.     | [ 74 ] |
| Roni Remme           | superbombinacja (k) | DNF        | DNF        | N/A        | N/A        | N/A     | N/A     | [ 75 ] |

| Zawodnik                                                       | Konkurencja | 1/8 finału         | Ćwierćfinał      | Półfinał         | Finał            | Źródło |
| Zawodnik                                                       | Konkurencja | Przeciwnik Wynik   | Przeciwnik Wynik | Przeciwnik Wynik | Przeciwnik Wynik | Źródło |
| -------------------------------------------------------------- | ----------- | ------------------ | ---------------- | ---------------- | ---------------- | ------ |
| Cassidy Gray Erin Mielzynski Roni Remme Trevor Philp Erik Read | drużynowo   | Słowenia · P (2:2) | NQ               | NQ               | NQ               | [ 77 ] |

### Narciarstwo dowolne
Skoki akrobatyczne
| Zawodnicy              | Konkurencja                 | Kwalifikacje | Kwalifikacje | Kwalifikacje | Kwalifikacje | Finał  | Finał   | Finał  | Finał   | Finał  | Finał   | Pozycja | Źródło        |
| Zawodnicy              | Konkurencja                 | Skok 1       | Skok 1       | Skok 2       | Skok 2       | Skok 1 | Skok 1  | Skok 2 | Skok 2  | Skok 3 | Skok 3  | Pozycja | Źródło        |
| Zawodnicy              | Konkurencja                 | Punkty       | Miejsce      | Punkty       | Miejsce      | Punkty | Miejsce | Punkty | Miejsce | Punkty | Miejsce | Pozycja | Źródło        |
| ---------------------- | --------------------------- | ------------ | ------------ | ------------ | ------------ | ------ | ------- | ------ | ------- | ------ | ------- | ------- | ------------- |
| Miha Fontaine          | skoki akrobatyczne mężczyzn | 115,05       | 11.          | 107,69       | 8.           | NQ     | NQ      | NQ     | NQ      | NQ     | NQ      | 13.     | [ 78 ] [ 79 ] |
| Émile Nadeau           | skoki akrobatyczne mężczyzn | 112,83       | 13.          | 102,26       | 11.          | NQ     | NQ      | NQ     | NQ      | NQ     | NQ      | 17.     | [ 78 ] [ 79 ] |
| Lewis Irving           | skoki akrobatyczne mężczyzn | 103,98       | 19.          | 80,99        | 16.          | NQ     | NQ      | NQ     | NQ      | NQ     | NQ      | 25.     | [ 78 ] [ 79 ] |
| Marion Thénault        | skoki akrobatyczne kobiet   | 93,06        | 5.           | N/A          | N/A          | 78,75  | 10.     | 91,29  | 4.      | NQ     | NQ      | 7.      | [ 80 ] [ 81 ] |
| Naomy Boudreau-Guertin | skoki akrobatyczne kobiet   | 77,43        | 16.          | 67,04        | 12.          | NQ     | NQ      | NQ     | NQ      | NQ     | NQ      | 18.     | [ 80 ] [ 81 ] |
| Flavie Aumond          | skoki akrobatyczne kobiet   | 76,86        | 18.          | 73,95        | 13.          | NQ     | NQ      | NQ     | NQ      | NQ     | NQ      | 19.     | [ 80 ] [ 81 ] |
| Marion Thénault        | skoki akrobatyczne mieszane | N/A          | N/A          | N/A          | N/A          | 93,06  | 3.      | 62,74  | 3.      | N/A    | N/A     | brąz    | [ 82 ] [ 83 ] |
| Miha Fontaine          | skoki akrobatyczne mieszane | N/A          | N/A          | N/A          | N/A          | 113,97 | 3.      | 116,48 | 3.      | N/A    | N/A     | brąz    | [ 82 ] [ 83 ] |
| Lewis Irving           | skoki akrobatyczne mieszane | N/A          | N/A          | N/A          | N/A          | 119,91 | 3.      | 111,76 | 3.      | N/A    | N/A     | brąz    | [ 82 ] [ 83 ] |

Jazda po muldach
| Zawodnicy               | Konkurencja               | Kwalifikacje | Kwalifikacje | Kwalifikacje | Kwalifikacje | Kwalifikacje | Kwalifikacje | Finał      | Finał      | Finał      | Finał      | Finał      | Finał      | Finał      | Finał      | Finał      | Źródło        |
| Zawodnicy               | Konkurencja               | Przejazd 1   | Przejazd 1   | Przejazd 1   | Przejazd 2   | Przejazd 2   | Przejazd 2   | Przejazd 1 | Przejazd 1 | Przejazd 1 | Przejazd 2 | Przejazd 2 | Przejazd 2 | Przejazd 3 | Przejazd 3 | Przejazd 3 | Źródło        |
| Zawodnicy               | Konkurencja               | Czas         | Punkty       | Miejsce      | Czas         | Punkty       | Miejsce      | Czas       | Punkty     | Miejsce    | Czas       | Punkty     | Miejsce    | Czas       | Punkty     | Miejsce    | Źródło        |
| ----------------------- | ------------------------- | ------------ | ------------ | ------------ | ------------ | ------------ | ------------ | ---------- | ---------- | ---------- | ---------- | ---------- | ---------- | ---------- | ---------- | ---------- | ------------- |
| Mikaël Kingsbury        | jazda po muldach mężczyzn | 24,71        | 81,15        | 1.           | N/A          | N/A          | N/A          | 25,30      | 81,78      | 1.         | 25,50      | 79,59      | 2.         | 25,02      | 82,18      | srebro     | [ 84 ] [ 85 ] |
| Laurent Dumais          | jazda po muldach mężczyzn | 24,52        | 69,76        | 24.          | 25,32        | 71,39        | 15.          | NQ         | NQ         | NQ         | NQ         | NQ         | NQ         | NQ         | NQ         | 26.        | [ 84 ] [ 85 ] |
| Justine Dufour-Lapointe | jazda po muldach kobiet   | 29,29        | 71,45        | 10.          | N/A          | N/A          | N/A          | DNS        | DNS        | DNS        | DNS        | DNS        | DNS        | DNS        | DNS        | 20.        | [ 86 ] [ 87 ] |
| Chloé Dufour-Lapointe   | jazda po muldach kobiet   | 28,85        | 70,31        | 11.          | 28,77        | 70,45        | 6.           | 28,93      | 73,60      | 12.        | 28,65      | 72,96      | NQ         | NQ         | NQ         | 9.         | [ 86 ] [ 87 ] |
| Sofiane Gagnon          | jazda po muldach kobiet   | 28,61        | 68,47        | 14.          | 28,39        | 75,63        | 1.           | 28,36      | 74,44      | 8.         | DNS        | DNS        | DNS        | DNS        | DNS        | 12.        | [ 86 ] [ 87 ] |

Big Air
| Zawodnik           | Konkurencja | Kwalifikacje | Kwalifikacje | Kwalifikacje | Kwalifikacje | Kwalifikacje | Finał      | Finał      | Finał      | Finał  | Finał   | Źródło        |
| Zawodnik           | Konkurencja | Przejazd 1   | Przejazd 2   | Przejazd 2   | Wynik        | Miejsce      | Przejazd 1 | Przejazd 2 | Przejazd 3 | Wynik  | Pozycja | Źródło        |
| ------------------ | ----------- | ------------ | ------------ | ------------ | ------------ | ------------ | ---------- | ---------- | ---------- | ------ | ------- | ------------- |
| Evan McEachran     | mężczyźni   | 91,75        | 88,50        | 39,75        | 170,25       | 11.          | 93,00      | 22,50      | 11,50      | 115,50 | 9.      | [ 88 ] [ 89 ] |
| Édouard Therriault | mężczyźni   | 83,50        | 42,00        | 84,50        | 168,00       | 13.          | NQ         | NQ         | NQ         | NQ     | 13.     | [ 88 ] [ 89 ] |
| Max Moffatt        | mężczyźni   | 83,00        | 64,00        | 61,00        | 147,00       | 20.          | NQ         | NQ         | NQ         | NQ     | 20.     | [ 88 ] [ 89 ] |
| Teal Harle         | mężczyźni   | 26,50        | 24,25        | 20,25        | 46,75        | 31.          | NQ         | NQ         | NQ         | NQ     | 31.     | [ 88 ] [ 89 ] |
| Megan Oldham       | kobiety     | 80,00        | 91,25        | 8,25         | 171,25       | 1.           | 85,00      | 89,25      | 88,75      | 178,00 | 4.      | [ 90 ]        |
| Olivia Asselin     | kobiety     | 60,75        | 87,00        | 16,00        | 147,75       | 11.          | 62,00      | 60,25      | 85,50      | 147,50 | 8.      | [ 90 ]        |
| Elena Gaskell      | kobiety     | DNS          | DNS          | DNS          | DNS          | DNS          | DNS        | DNS        | DNS        | DNS    | DNS     | [ 90 ]        |

Slopestyle, Halfpipe
| Zawodnicy          | Konkurencja         | Kwalifikacje | Kwalifikacje | Kwalifikacje | Kwalifikacje | Finał   | Finał   | Finał   | Finał     | Finał   | Źródło        |
| Zawodnicy          | Konkurencja         | Ślizg 1      | Ślizg 2      | Najlepszy    | Miejsce      | Ślizg 1 | Ślizg 2 | Ślizg 3 | Najlepszy | Miejsce | Źródło        |
| ------------------ | ------------------- | ------------ | ------------ | ------------ | ------------ | ------- | ------- | ------- | --------- | ------- | ------------- |
| Max Moffatt        | slopestyle mężczyzn | 74,06        | 35,06        | 74,06        | 11.          | 47,18   | 65,31   | 70,40   | 70,40     | 9.      | [ 91 ] [ 92 ] |
| Édouard Therriault | slopestyle mężczyzn | 70,40        | 23,75        | 70,40        | 13.          | NQ      | NQ      | NQ      | NQ        | NQ      | [ 91 ] [ 92 ] |
| Evan McEachran     | slopestyle mężczyzn | 40,90        | 33,70        | 40,90        | 23.          | NQ      | NQ      | NQ      | NQ        | NQ      | [ 91 ] [ 92 ] |
| Teal Harle         | slopestyle mężczyzn | 36,05        | 33,81        | '36,05       | 26.          | NQ      | NQ      | NQ      | NQ        | NQ      | [ 91 ] [ 92 ] |
| Olivia Asselin     | slopestyle kobiet   | 64,68        | 6,75         | 64,68        | 11.          | 16,83   | DNS     | DNS     | 16,83     | 11.     | [ 93 ] [ 94 ] |
| Megan Oldham       | slopestyle kobiet   | 6,45         | 63,10        | 63,10        | 13.          | NQ      | NQ      | NQ      | NQ        | NQ      | [ 93 ] [ 94 ] |
| Brendan Mackay     | halfpipe mężczyzn   | 87,25        | 85,00        | 87,25        | 5.           | 4,00    | 65,50   | 27,00   | 65,50     | 9.      | [ 95 ] [ 96 ] |
| Noah Bowman        | halfpipe mężczyzn   | 78,25        | 85,50        | 85,50        | 6.           | 84,25   | 84,75   | 21,25   | 84,75     | 4.      | [ 95 ] [ 96 ] |
| Simon d’Artois     | halfpipe mężczyzn   | 82,50        | 68,25        | 82,50        | 8.           | 7,25    | 7,00    | 63,75   | 63,75     | 10.     | [ 95 ] [ 96 ] |
| Rachael Karker     | halfpipe kobiet     | 88,50        | 89,50        | 89,50        | 2.           | 87,75   | 85,25   | 38,00   | 87,75     | brąz    | [ 97 ] [ 98 ] |
| Cassie Sharpe      | halfpipe kobiet     | 86,25        | 79,00        | 86,25        | 6.           | 89,00   | 90,00   | 90,75   | 90,75     | srebro  | [ 97 ] [ 98 ] |
| Amy Fraser         | halfpipe kobiet     | 75,25        | 75,75        | 75,75        | 11.          | 75,25   | 35,75   | 11,00   | 75,25     | 8.      | [ 97 ] [ 98 ] |

Skicross
| Zawodnicy         | Konkurencja       | Rozstawienie | Rozstawienie | 1/8 finału | Ćwierćfinał | Półfinał | Finał   | Finał   | Źródło          |
| Zawodnicy         | Konkurencja       | Czas         | Miejsce      | Pozycja    | Pozycja     | Pozycja  | Pozycja | Miejsce | Źródło          |
| ----------------- | ----------------- | ------------ | ------------ | ---------- | ----------- | -------- | ------- | ------- | --------------- |
| Brady Leman       | skicross mężczyzn | 1:12,30      | 4.           | 2.         | 2.          | 4.       | 2.      | 6.      | [ 99 ] [ 100 ]  |
| Reece Howden      | skicross mężczyzn | 1:12,37      | 5.           | 1.         | 3.          | NQ       | NQ      | 9.      | [ 99 ] [ 100 ]  |
| Jared Schmidt     | skicross mężczyzn | 1:12,39      | 6.           | 2.         | 3.          | NQ       | NQ      | 10.     | [ 99 ] [ 100 ]  |
| Kevin Drury       | skicross mężczyzn | 1:13,11      | 15.          | 2.         | 3.          | NQ       | NQ      | 12.     | [ 99 ] [ 100 ]  |
| Hannah Schmidt    | skicross kobiet   | 1:18,07      | 4.           | 1.         | 2.          | 3.       | 3.      | 7.      | [ 101 ] [ 102 ] |
| Marielle Thompson | skicross kobiet   | 1:18,17      | 5.           | 1.         | 1.          | 2.       | 2.      | srebro  | [ 101 ] [ 102 ] |
| Brittany Phelan   | skicross kobiet   | 1:18,17      | 7.           | 1.         | 2.          | 3.       | 1.      | 5.      | [ 101 ] [ 102 ] |
| Courtney Hoffos   | skicross kobiet   | 1:18,28      | 8.           | 1.         | 2.          | 4.       | 2.      | 6.      | [ 101 ] [ 102 ] |

### Saneczkarstwo
| Zawodnik                    | Konkurencja | Ślizg 1 | Ślizg 1 | Ślizg 2 | Ślizg 2 | Ślizg 3 | Ślizg 3 | Ślizg 4 | Ślizg 4 | Łącznie  | Pozycja | Źródło  |
| Zawodnik                    | Konkurencja | Czas    | Pozycja | Czas    | Pozycja | Czas    | Pozycja | Czas    | Pozycja | Łącznie  | Pozycja | Źródło  |
| --------------------------- | ----------- | ------- | ------- | ------- | ------- | ------- | ------- | ------- | ------- | -------- | ------- | ------- |
| Reid Watts                  | Jedynki     | 58,049  | 14.     | 59,071  | 25.     | 58,108  | 15.     | 58,065  | 16.     | 3:53,293 | 17.     | [ 103 ] |
| Tristan Walker Justin Snith | Dwójki      | 58,895  | 7.      | 59,023  | 8.      | N/A     | N/A     | N/A     | N/A     | 1:57,918 | 7.      | [ 104 ] |
| Trinity Ellis               | Jedynki     | 59,219  | 16.     | 59,053  | 11.     | 58,888  | 13.     | 59,704  | 17.     | 3:56,864 | 14.     | [ 105 ] |
| Natalie Corless             | Jedynki     | 59,193  | 15.     | 59,316  | 17.     | 59,176  | 21.     | 59,570  | 15.     | 3:57,255 | 16.     | [ 105 ] |
| Makena Hodgson              | Jedynki     | 59,505  | 19.     | 59,477  | 18.     | 59,286  | 22.     | 59,268  | 13.     | 3:57,536 | 17.     | [ 105 ] |

| Zawodnicy                                              | Konkurencja | Czas przejazdu             | Łącznie  | Pozycja | Źródło  |
| ------------------------------------------------------ | ----------- | -------------------------- | -------- | ------- | ------- |
| Trinity Ellis Reid Watts Tristan Walker / Justin Snith | sztafeta    | 1:00,880 1:02,222 1:02,133 | 3:05,253 | 6.      | [ 106 ] |

### Short track
| Zawodnik                                                                                     | Konkurencja             | Kwalifikacje | Kwalifikacje | Ćwierćfinał | Ćwierćfinał | Półfinał    | Półfinał | Finał    | Finał   | Źródło                          |
| Zawodnik                                                                                     | Konkurencja             | Czas         | Miejsce      | Czas        | Miejsce     | Czas        | Miejsce  | Czas     | Miejsce | Źródło                          |
| -------------------------------------------------------------------------------------------- | ----------------------- | ------------ | ------------ | ----------- | ----------- | ----------- | -------- | -------- | ------- | ------------------------------- |
| Steven Dubois                                                                                | Bieg na 500 metrów (m)  | 40,399       | 1.           | 40,494      | 2.          | 40,825 ADVA | 4.       | 40,699   | brąz    | [ 107 ] [ 108 ] [ 109 ] [ 110 ] |
| Jordan Pierre-Gilles                                                                         | Bieg na 500 metrów (m)  | 40,488       | 2.           | –           | 5.          | NQ          | NQ       | NQ       | 18.     | [ 107 ] [ 108 ] [ 109 ] [ 110 ] |
| Jordan Pierre-Gilles                                                                         | Bieg na 1000 metrów (m) | 1:24,067     | 2.           | DSQ         | DSQ         | NQ          | NQ       | NQ       | 16.     | [ 111 ] [ 112 ]                 |
| Pascal Dion                                                                                  | Bieg na 1000 metrów (m) | 1:24,771     | 2.           | DNF         | DNF         | NQ          | NQ       | NQ       | 12.     | [ 111 ] [ 112 ]                 |
| Pascal Dion                                                                                  | Bieg na 1500 metrów (m) | 2:09,723     | 2.           |             |             | 2:15,271    | 7.       | NQ       | 18.     | [ 113 ] [ 114 ] [ 115 ]         |
| Steven Dubois                                                                                | Bieg na 1500 metrów (m) | 2:15,123     | 3.           |             |             | 2:38,000    | 6.ADVA   | 2:09,254 | srebro  | [ 113 ] [ 114 ] [ 115 ]         |
| Charles Hamelin                                                                              | Bieg na 1500 metrów (m) | 2:11,329     | 1.           |             |             | DSQ         | DSQ      | NQ       | 19.     | [ 113 ] [ 114 ] [ 115 ]         |
| Charles Hamelin Maxime Laoun Steven Dubois Pascal Dion Jordan Pierre-Gilles                  | Sztafeta mężczyzn       |              |              |             |             | 6:38,752    | 1.       | 6:41,257 | złoto   | [ 117 ] [ 118 ]                 |
| Florence Brunelle                                                                            | Bieg na 500 metrów (k)  | 43,477       | 2.           | DSQ         | DSQ         | NQ          | NQ       | NQ       | 12.     | [ 119 ] [ 120 ] [ 121 ] [ 122 ] |
| Kim Boutin                                                                                   | Bieg na 500 metrów (k)  | 42,732       | 1.           | 42,391      | 1.          | 42,664      | 2.       | 42,724   | brąz    | [ 119 ] [ 120 ] [ 121 ] [ 122 ] |
| Alyson Charles                                                                               | Bieg na 500 metrów (k)  | 42,991       | 2.           | 1:07,206    | 4.ADVD      | 42,829      | 4.       | 43,273   | 8.      | [ 119 ] [ 120 ] [ 121 ] [ 122 ] |
| Kim Boutin                                                                                   | Bieg na 1000 metrów (k) | –            | 4.           | NQ          | NQ          | NQ          | NQ       | NQ       | 29.     | [ 123 ] [ 124 ] [ 125 ] [ 126 ] |
| Courtney Sarault                                                                             | Bieg na 1000 metrów (k) | 1:27,798     | 1.           | 1:29,450    | 3.          | NQ          | NQ       | NQ       | 11.     | [ 123 ] [ 124 ] [ 125 ] [ 126 ] |
| Alyson Charles                                                                               | Bieg na 1000 metrów (k) | 1:29,863     | 3.ADV        | 1:30,161    | 5.          | NQ          | NQ       | NQ       | 20.     | [ 123 ] [ 124 ] [ 125 ] [ 126 ] |
| Danaé Blais                                                                                  | Bieg na 1500 metrów (k) | –            | 4.           |             |             | NQ          | NQ       | NQ       | 25.     | [ 127 ] [ 128 ] [ 129 ]         |
| Courtney Sarault                                                                             | Bieg na 1500 metrów (k) | 2:20,365     | 1.           |             |             | 2:18,316    | 4.       | 2:45,606 | 11.     | [ 127 ] [ 128 ] [ 129 ]         |
| Kim Boutin                                                                                   | Bieg na 1500 metrów (k) | 2:17,739     | 1.           |             |             | 2:22,371    | 3.       | 2:45,568 | 10.     | [ 127 ] [ 128 ] [ 129 ]         |
| Courtney Sarault Florence Brunelle Kim Boutin Alyson Charles                                 | Sztafeta kobiet         |              |              |             |             | 4:05,893    | 1.       | 4:04,329 | 4.      | [ 130 ] [ 131 ]                 |
| Courtney Sarault Florence Brunelle Steven Dubois Pascal Dion Kim Boutin Jordan Pierre-Gilles | Sztafeta mieszana       |              |              | 2:36,747    | 2.          | 2:36,808    | 1.       | DSQ      | 6.      | [ 132 ] [ 133 ] [ 134 ]         |

### Skeleton
| Zawodnik       | Konkurencja | Ślizg 1 | Ślizg 1 | Ślizg 2 | Ślizg 2 | Ślizg 3 | Ślizg 3 | Ślizg 4 | Ślizg 4 | Łącznie | Pozycja | Źródło  |
| Zawodnik       | Konkurencja | Czas    | Pozycja | Czas    | Pozycja | Czas    | Pozycja | Czas    | Pozycja | Łącznie | Pozycja | Źródło  |
| -------------- | ----------- | ------- | ------- | ------- | ------- | ------- | ------- | ------- | ------- | ------- | ------- | ------- |
| Blake Enzie    | mężczyźni   | 1:01,65 | 19.     | 1:01,76 | 20.     | 1:01,93 | 21.     | 1:01,54 | 19.     | 4:06,88 | 20.     | [ 135 ] |
| Mirela Rahneva | kobiety     | 1:02,03 | 1.      | 1:03,14 | 18.     | 1:01,72 | 2.      | 1:02,26 | 6.      | 4:09,15 | 5.      | [ 136 ] |
| Jane Channell  | kobiety     | 1:02,59 | 13.     | 1:03,31 | 22.     | 1:02,71 | 19.     | 1:02,34 | 10.     | 4:10,95 | 17.     | [ 136 ] |

### Skoki narciarskie
Mężczyźni
| Konkurencja                                                            | Skoczek                   | Kwalifikacje | Kwalifikacje | Kwalifikacje | Skok 1               | Skok 1                | Skok 2               | Skok 2                 | Nota  | Pozycja | Źródło          |
| Konkurencja                                                            | Skoczek                   | Odległość    | Nota         | Miejsce      | Odległość            | Nota                  | Odległość            | Nota                   | Nota  | Pozycja | Źródło          |
| ---------------------------------------------------------------------- | ------------------------- | ------------ | ------------ | ------------ | -------------------- | --------------------- | -------------------- | ---------------------- | ----- | ------- | --------------- |
| Mackenzie Boyd-Clowes                                                  | Skocznia normalna         | 94,5         | 97,1         | 17.          | 100,5                | 129,8                 | 100,0                | 122,8                  | 252,6 | 16.     | [ 137 ] [ 138 ] |
| Matthew Soukup                                                         | Skocznia normalna         | 75,0         | 52,7         | 47.          | 92,0                 | 103,0                 | NQ                   | NQ                     | 103,0 | 45.     | [ 137 ] [ 138 ] |
| Mackenzie Boyd-Clowes                                                  | Skocznia duża             | 122,0        | 115,8        | 18.          | 128,5                | 119,2                 | NQ                   | NQ                     | 119,2 | 33.     | [ 139 ] [ 140 ] |
| Matthew Soukup                                                         | Skocznia duża             | 108,5        | 82,0         | 47.          | 115,0                | 90,8                  | NQ                   | NQ                     | 90,8  | 49.     | [ 139 ] [ 140 ] |
| Abigail Strate                                                         | skocznia normalna kobiety | N/A          | N/A          | N/A          | 75,5                 | 71,7                  | 84,5                 | 90,2                   | 161,9 | 23.     | [ 141 ]         |
| Alexandria Loutitt                                                     | skocznia normalna kobiety | N/A          | N/A          | N/A          | DSQ                  | DSQ                   | DSQ                  | DSQ                    | DSQ   | DSQ     | [ 141 ]         |
| Alexandria Loutitt Matthew Soukup Abigail Strate Mackenzie Boyd-Clowes | Konkurs drużyn mieszanych | N/A          | N/A          | N/A          | 84,0 87,0 93,5 101,5 | 87,6 94,1 108,3 125,4 | 90,0 89,0 91,5 101,5 | 101,4 97,1 102,6 128,1 | 844,6 | brąz    | [ 142 ]         |

### Snowboarding
Big Air
| Zawodnik          | Konkurencja | Kwalifikacje | Kwalifikacje | Kwalifikacje | Kwalifikacje | Finał   | Finał      | Finał      | Finał      | Finał  | Pozycja | Źródło          |
| Zawodnik          | Konkurencja | Przejazd 1   | Przejazd 2   | Przejazd 3   | Wynik        | Miejsce | Przejazd 1 | Przejazd 2 | Przejazd 3 | wynik  | Pozycja | Źródło          |
| ----------------- | ----------- | ------------ | ------------ | ------------ | ------------ | ------- | ---------- | ---------- | ---------- | ------ | ------- | --------------- |
| Maxence Parrot    | mężczyźni   | 78,25        | 86,50        | 26,50        | 164,75       | 1.      | 28,25      | 94,00      | 76,25      | 170,25 | brąz    | [ 143 ] [ 144 ] |
| Mark McMorris     | mężczyźni   | 81,50        | 65,75        | 65,75        | 147,25       | 8.      | 80,50      | 21,00      | 33,25      | 113,75 | 10.     | [ 143 ] [ 144 ] |
| Darcy Sharpe      | mężczyźni   | 29,00        | 77,50        | 64,50        | 142,00       | 12.     | 20,00      | 82,00      | 5,75       | 87,75  | 12.     | [ 143 ] [ 144 ] |
| Sébastien Toutant | mężczyźni   | 67,00        | 22,50        | 11,25        | 89,50        | 26.     | NQ         | NQ         | NQ         | NQ     | 26.     | [ 143 ] [ 144 ] |
| Laurie Blouin     | kobiety     | 68,00        | 67,25        | 88,25        | 156,25       | 4.      | 13,50      | 86,25      | 28,75      | 115,0  | 8.      | [ 145 ] [ 146 ] |
| Jasmine Baird     | kobiety     | 69,00        | 60,50        | 69,00        | 129,50       | 10.     | 68,75      | 48,75      | 61,25      | 130,00 | 7.      | [ 145 ] [ 146 ] |
| Brooke Voigt      | kobiety     | 65,00        | 31,00        | 17,50        | 96,00        | 21.     | NQ         | NQ         | NQ         | NQ     | 21.     | [ 145 ] [ 146 ] |

Halfpipe, Slopestyle
| Zawodnik          | Konkurencja         | Kwalifikacje | Kwalifikacje | Kwalifikacje | Kwalifikacje | Finał   | Finał   | Finał   | Finał | Finał   | Źródło          |
| Zawodnik          | Konkurencja         | Zjazd 1      | Zjazd 2      | Wynik        | Miejsce      | Zjazd 1 | Zjazd 2 | Zjazd 3 | wynik | Pozycja | Źródło          |
| ----------------- | ------------------- | ------------ | ------------ | ------------ | ------------ | ------- | ------- | ------- | ----- | ------- | --------------- |
| Liam Gill         | halfpipe mężczyzn   | 16,75        | 15,00        | 16,75        | 23.          | NQ      | NQ      | NQ      | 16,75 | 23.     | [ 147 ] [ 148 ] |
| Elizabeth Hosking | halfpipe kobiet     | 10,00        | 70,50        | 70,50        | 9.           | 73,00   | 79,25   | 5,00    | 79,25 | 6.      | [ 149 ] [ 150 ] |
| Brooke D'Hondt    | halfpipe kobiet     | 69,25        | 70,00        | 70,00        | 10.          | 66,75   | 11,00   | 9,00    | 66,75 | 10.     | [ 149 ] [ 150 ] |
| Mark McMorris     | slopestyle mężczyzn | 62,70        | 83,30        | 83,30        | 2.           | 76,98   | 80,85   | 88,53   | 88,53 | brąz    | [ 151 ] [ 152 ] |
| Sébastien Toutant | slopestyle mężczyzn | 23,68        | 71,06        | 71,06        | 8.           | 52,63   | 30,40   | 54,00   | 54,00 | 9.      | [ 151 ] [ 152 ] |
| Maxence Parrot    | slopestyle mężczyzn | 70,11        | 36,68        | 70,11        | 10.          | 79,86   | 90,96   | 36,56   | 90,96 | złoto   | [ 151 ] [ 152 ] |
| Darcy Sharpe      | slopestyle mężczyzn | 45,46        | 25,15        | 45,46        | 23.          | NQ      | NQ      | NQ      | NQ    | 23.     | [ 151 ] [ 152 ] |
| Laurie Blouin     | slopestyle kobiet   | 66,85        | 71,55        | 71,55        | 7.           | 77,96   | 46,70   | 81,41   | 81,41 | 4.      | [ 153 ] [ 154 ] |
| Jasmine Baird     | slopestyle kobiet   | 49,50        | 14,41        | 49,50        | 15.          | NQ      | NQ      | NQ      | NQ    | 15.     | [ 153 ] [ 154 ] |
| Brooke Voigt      | slopestyle kobiet   | 37,11        | 12,78        | 37,11        | 22.          | NQ      | NQ      | NQ      | NQ    | 22.     | [ 153 ] [ 154 ] |

Cross
| Konkurencja                  | Zawodnik               | Rozstawienie | Rozstawienie | 1/8 finału | Ćwierćfinał | Półfinał | Finał   | Finał   | Źródło                          |
| Konkurencja                  | Zawodnik               | Czas         | Miejsce      | Pozycja    | Pozycja     | Pozycja  | Pozycja | Miejsce | Źródło                          |
| ---------------------------- | ---------------------- | ------------ | ------------ | ---------- | ----------- | -------- | ------- | ------- | ------------------------------- |
| Éliot Grondin                | cross (m)              | 1:16,29      | 1.           | 1.         | 1.          | 1.       | 2.      | srebro  | [ 155 ] [ 156 ] [ 157 ]         |
| Liam Moffatt                 | cross (m)              | 1:18,45      | 13.          | 3.         | NQ          | NQ       | NQ      | 17.     | [ 155 ] [ 156 ] [ 157 ]         |
| Kevin Hill                   | cross (m)              | 1:19,45      | 26.          | 4.         | NQ          | NQ       | NQ      | 25.     | [ 155 ] [ 156 ] [ 157 ]         |
| Meryeta O’Dine               | cross (k)              | 1:23,01      | 3.           | 1.         | 1.          | 1.       | 3.      | brąz    | [ 158 ] [ 159 ] [ 160 ] [ 161 ] |
| Audrey McManiman             | cross (k)              | 1:24,98      | 13.          | 2.         | 3.          | NQ       | NQ      | 9.      | [ 158 ] [ 159 ] [ 160 ] [ 161 ] |
| Zoe Bergermann               | cross (k)              | 1:25,84      | 24.          | 2.         | 4.          | NQ       | NQ      | 13.     | [ 158 ] [ 159 ] [ 160 ] [ 161 ] |
| Tess Critchlow               | cross (k)              | 1:26,13      | 26.          | 2.         | 1.          | 3.       | 2.      | 6.      | [ 158 ] [ 159 ] [ 160 ] [ 161 ] |
| Éliot Grondin Meryeta O’Dine | cross drużyny mieszane | —            | —            | —          | 2.          | 2.       | 3.      | brąz    | [ 162 ]                         |
| Liam Moffatt Tess Critchlow  | cross drużyny mieszane | —            | —            | —          | 3.          | NQ       | NQ      | 9.      | [ 162 ]                         |

Slalom równoległy
| Zawodnik           | Konkurencja           | Rozstawienie | Rozstawienie | 1/8 finału       | Ćwierćfinał     | Półfinał        | Finał           | Finał   | Źródło                  |
| Zawodnik           | Konkurencja           | Czas         | Miejsce      | Przeciwnik Czas  | Przeciwnik Czas | Przeciwnik Czas | Przeciwnik Czas | Miejsce | Źródło                  |
| ------------------ | --------------------- | ------------ | ------------ | ---------------- | --------------- | --------------- | --------------- | ------- | ----------------------- |
| Jules Lefebvre     | slalom równoległy (m) | 1:22,94      | 20.          | NQ               | NQ              | NQ              | NQ              | 20.     | [ 163 ] [ 164 ] [ 165 ] |
| Arnaud Gaudet      | slalom równoległy (m) | 1:24,43      | 26.          | NQ               | NQ              | NQ              | NQ              | 26.     | [ 163 ] [ 164 ] [ 165 ] |
| Sébastien Beaulieu | slalom równoległy (m) | 1:24,52      | 27.          | NQ               | NQ              | NQ              | NQ              | 27.     | [ 163 ] [ 164 ] [ 165 ] |
| Megan Farrell      | slalom równoległy (k) | 1:28,37      | 10.          | Ulbing P (+0,50) | NQ              | NQ              | NQ              | 12.     | [ 166 ] [ 167 ] [ 168 ] |
| Kaylie Buck        | slalom równoległy (k) | 1:30,14      | 21.          | NQ               | NQ              | NQ              | NQ              | 21.     | [ 166 ] [ 167 ] [ 168 ] |
| Jennifer Hawkrigg  | slalom równoległy (k) | DNF          | DNF          | DNF              | DNF             | DNF             | DNF             | DNF     | [ 166 ] [ 167 ] [ 168 ] |